# Apache degeeri
Apache degeeri är en insektsart som först beskrevs av Kirby 1821.  Apache degeeri ingår i släktet Apache och familjen Derbidae. Inga underarter finns listade i Catalogue of Life.